# Acalypha parvula
Acalypha parvula é uma espécie de flor do gênero Acalypha, pertencente à família Euphorbiaceae.